# Jogging

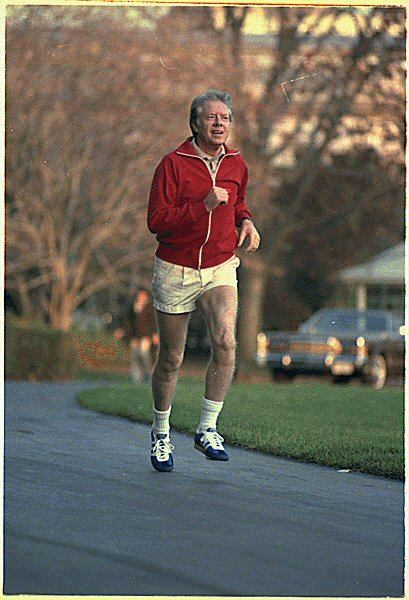
Jimmy Carter beim Jogging (1978)

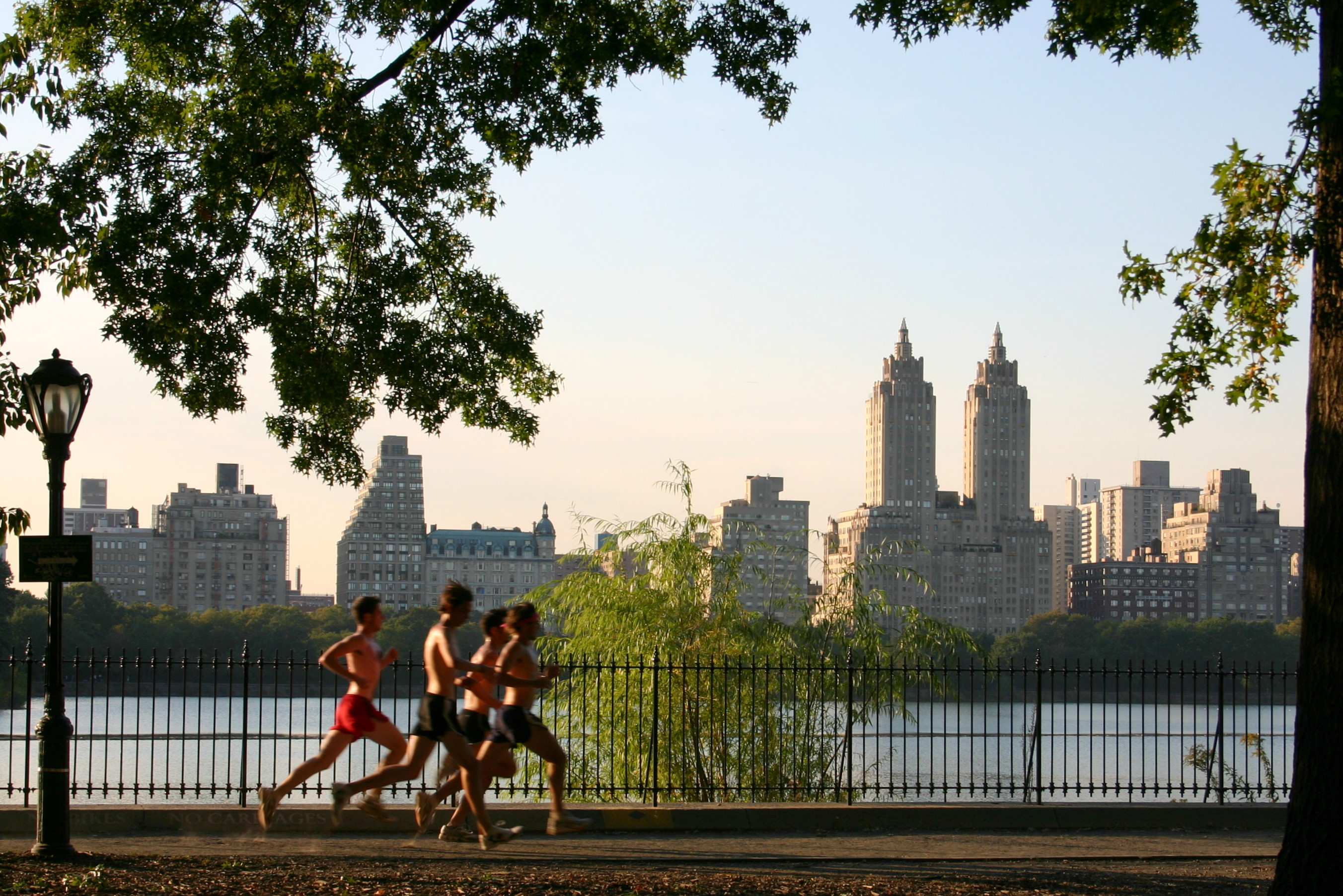
Jogging im New Yorker Central Park (2006)

Jogging (englisch jog ‚trotten‘), auch als Dauerlauf bezeichnet, ist eine Form des Freizeit- beziehungsweise Laufsports, bei der durch gemächliche Dauerläufe die Kondition (Ausdauer) gesteigert wird.

## Geschichte
In Deutschland organisierte der Waldnieler Arzt Ernst van Aaken bereits in den 1950er-Jahren Dauerlaufgruppen. Der Durchbruch erfolgte jedoch durch den neuseeländischen Trainer Arthur Lydiard (1917–2004), der nicht mehr im Wald oder auf dem Sportplatz Dauerlauf organisierte, sondern für alle sichtbar auf den Straßen. Damit gilt er als Erfinder des Joggings. Er gründete 1961 den ersten Jogging-Club. Der US-amerikanische Läufer, Trainer und Konstrukteur Bill Bowerman (1911–1999) brachte 1962 die Idee nach einem Besuch in Neuseeland in die Vereinigten Staaten, von wo aus sich die Jogging-Bewegung in der ganzen Welt verbreitete.

## Auswirkungen
Als eine Form des Ausdauertrainings steigert Joggen nicht nur die körperliche Ausdauer, sondern auch die physische Leistungsfähigkeit des Körpers. Zusätzlich stärkt es das Herz-Kreislauf-System. Zudem beeinflusst es die Knochendichte positiv. Bei übergewichtigen Menschen kann das Jogging zu einer negativen Energiebilanz beitragen und wirkt daher unterstützend bei einer Diät, weil der Leistungsumsatz gesteigert wird. Jogging steigert die Fitness und den Tagesbedarf an Energiezufuhr aus Lebensmitteln, da ein Mensch ca. 3000–3350 kJ/h (700–800 kcal/h) verbraucht. Die Schrittfrequenz beträgt dabei zwischen 140 und 170 Schritten pro Minute. Bei einem Body-Mass-Index größer als 30 ist Joggen aufgrund der folglichen hohen Gelenkbelastung zunächst nicht mehr zu empfehlen.
Joggen stellt an den Körper ähnliche physische Belastungen wie das Laufen als Sportdisziplin, an die sich der Körper erst anpassen muss. Insbesondere Sehnen, Bänder und Gelenke können durch Überbelastung Schaden nehmen.

## Ausrüstung
Häufig werden Laufschuhe als Grundausstattung für das Joggen angesehen. Da außer der Schuhgröße noch andere Eigenschaften wie Gelenkstützung oder Dämpfungsqualität eine Rolle spielen, wird eine persönliche Beratung empfohlen. Einige Fachgeschäfte bieten hierzu eine kameragestützte Laufbandanalyse an. Laufschuhe nutzen sich schnell ab, hauptsächlich im für das gesunde Abrollen wichtigen Fersenbereich, und sollten daher nach 600 bis 800 km ausgetauscht werden, um gesundheitlichen Problemen vorzubeugen.
Der Nutzen von Laufschuhen ist unter Wissenschaftlern allerdings umstritten. Zwei unabhängige Forschungsstudien der Harvard University und der University of Virginia kamen zu dem Ergebnis, es sei gelenkschonender, wenn man barfuß ohne Schuhe jogge. Dies rühre daher, dass beim Jogging mit Schuhen meistens zuerst die Ferse auf dem Boden aufsetze und dabei die Gelenke und das Knie mit dem Dreifachen des Körpergewichts belastet würden. Ohne Schuhe komme in der Regel zuerst der Ballen oder der Mittelfuß auf, wodurch der Stoß stark abgefedert werde. Für diesen eher natürlichen Laufstil gibt es seit einiger Zeit die sogenannten Barfußschuhe, die weitgehend bzw. gänzlich auf Dämpfung und stützende Elemente verzichten.
Eine Pulsuhr kann die Herzfrequenz während des Laufens messen. Moderne Fitnesstracker, oft in Form von Smartwatches, bieten Zusatzfunktionen wie Planung und Aufzeichnung von GPS-Routen, die Auswertung von Leistungsdaten wie Geschwindigkeit und Steigung, und Gesundheitsdaten wie Atemfrequenz und Kalorienverbrauch. Neben der persönlichen Auswertung der eigenen Daten ermöglichen die Geräte einen virtuellen Wettbewerb und Austausch mit anderen Sportlern.

## Plogging
Plogging bezeichnet das Müllsammeln beim Jogging. Es wurde 2016 von dem schwedischen Sportler und Umweltaktivisten Erik Ahlström eingeführt. Die Idee verbreitete sich rasch weltweit. In Japan wird die Jogging-Variante als Spogomi bezeichnet. Im November 2023 fand in Tokio die erste Spogomi-Weltmeisterschaft statt – hierbei waren Teams weltweit unterwegs, Finalsieger war Großbritannien.